# Jan Eysselt
Jan Eysselt (ur. 21 sierpnia 1945 w Pradze, zm. 16 marca 2006 w Norymberdze) – czeski hokeista grający na pozycji obrońcy, trener hokejowy. W latach 1997–1998 selekcjoner reprezentacji Polski.

## Przebieg kariery klubowej
- Sparta Praga (do 1970)
- Dukla Jihlava (1970-1972)
- Sparta Praga (1972-1975)

## Kariera
Jan Eysselt karierę rozpoczął w Sparcie Praga, w którym występował do 1970 roku oraz zdobył wicemistrzostwo (1967) oraz brązowy medal mistrzostw Czechosłowacji (1968). Następnie przeszedł do Dukla Jihlava, z którym dwukrotnie zdobył mistrzostwo Czechosłowacji (1971, 1972). Po sezonie 1971/1972 został wybrany do draftu północnoamerykańskiej ligi WHA przez Calgary Broncos z numerem 33 oraz wrócił do Sparty Praga, z którym w sezonie 1973/1974 wicemistrzostwo Czechosłowacji. Dnia 11 marca 1975 roku w Nymburku podczas meczu ligowego został niefortunnie trafiony krążkiem w oko, co spowodowało utratę widoczności w tym oku, w wyniku czego Eysselt w wieku zaledwie 30 lat zmuszony był zakończyć zawodniczą karierę.

## Kariera trenerska
- Czechosłowacja U-20 (1979-1981) – asystent
- Sparta Praga (1980-1982) - asystent
- SC Riessersee (1983-1985)
- Iserlohner EC (1985-1987)
- Jokipojat (1991-1992)
- EV Innsbruck (1993-1994)
- Nürnberg Ice Tigers (1994-1997)
- Polska (1997-1998)
- KKH Katowice (1998)
- Amberg ERSC 2003-2004
- Czechy (Uniwersjada) (2005)
- SMS Sosnowiec (2005)
- Polska U-20 (2005)

Jan Eysselt po zakończeniu kariery zawodniczej rozpoczął karierę trenerską. W latach 1979-1981 był asystentem selekcjonera Jozefa Golonki w reprezentacji Czechosłowacji U-20, a w latach 1980-1982 był asystentem Josefa Horešovskiego w Sparcie Praga.
W 1983 roku wyjechał do RFN, gdzie trenował kluby: SC Riessersee (1983-1985) i Iserlohner EC (1985-1987). W 1991 roku został trenerem fińskiego Jokipojat, jednak po zajęciu ostatniego - 8. miejsca w tabeli oraz spadku z SM-liigi w sezonie 1991/1992 odszedł z klubu. Następnie trenował: Austriacki EV Innsbruck (1993-1994), niemiecki Nürnberg Ice Tigers (1994-1997).
W 1997 roku wraz z Ludkiem Bukačem przyjechał do Polski, by objąć stanowisko selekcjonera, a Bukač dyrektora reprezentacji Polski. Po nieudanych mistrzostwach świata 1998 Grupy B w Słowenii, na których reprezentacja Polski zajęła 7. miejsce, Eysselt został zastąpiony przez Bukača na stanowisku selekcjonera reprezentacji Polski. W 1998 roku Eysselt został trenerem KKH Katowice, jednak w grudniu 1998 roku po kilku niespodziewanych porażkach katowickiego klubu w ekstralidze został zwolniony z klubu.
W 2003-2004 trenował występującej w niemiecki ERSC Amberg, z którym próbował wrócić do Oberligi. W 2005 roku trenował reprezentację Czech na Zimowej Uniwersjadzie 2005 w Innsbrucku, która pod wodzą Eysselta zdobyła wicemistrzostwo tej imprezy. W 2005 roku trenował wraz z Mariuszem Kiecą prowadził SMS Sosnowiec oraz młodzieżową reprezentację Polski na mistrzostwach świata Dywizji I 2006 w Mińsku, na których zajęła 4. miejsce w Grupie B.
Jan Eysselt zmarł dnia 16 marca 2006 roku po długiej walce z rakiem w wieku 60 lat w Norymberdze, a tydzień później dnia 23 stycznia 2006 roku został pochowany w Pradze.

## Sukcesy

### Zawodnicze
Sparta Praga
- Wicemistrzostwo Czechosłowacji: 1967, 1974
- Brązowy medal mistrzostw Czechosłowacji: 1968

Dukla Jihlava
- Mistrzostwo Czechosłowacji: 1971, 1972

### Trenerskie
Reprezentacja Czech
- Wicemistrzostwo Uniwersjady: 2005